# Darius Ghindovean
Darius Ghindovean (Mediaş, Rumania, 1 de noviembre de 2001) es un futbolista rumano que juega como centrocampista en el Preußen Münster.

## Carrera deportiva

### Clubes
Antes de formar parte de la cantera del MSV Duisburg de la 3. Liga a inicios de la 2017-18, Ghindovean jugó en los juveniles del SC Kapellen-Erft. Ascendió al primer equipo en mayo de la temporada 2019-20 tras haber jugado con el filial un total de 17 partidos en los que marcó 6 goles y dio nueve asistencias. Con el primer equipo jugó 29 partidos en los que marcó un gol.
Tras cuatro años y medio en el club de Duisburg en el mercado invernal de la temporada 2021-22 firmó por el SC Preußen Münster hasta final de 2023-24.
A pesar del buen momento que atravesaba en el equipo alemán con 44 partidos, 12 goles y ocho asistencias, debido a su actitud y forma física se decidió que entrenase en el filial a inicios de 2024.

### Selección
Ha sido internacional por Rumania en la Sub-17, Sub-18, Sub-19 y Sub-20.

## Controversias
Entre los muchos problemas que generó el jugador en las filas del Preußen Münster (sobrepeso, supuestas enfermedades, ausencia de reuniones del equipo, etc) llamó la atención y fue muy criticado en redes por "likear" una foto en las redes sociales en las que un político estadounidense salía quitando una bandera arcoiris situada entre las de varios países.